# Bogucin (powiat płoński)
Bogucin – wieś sołecka w Polsce położona w województwie mazowieckim, w powiecie płońskim, w gminie Raciąż.
Wieś duchowna Bogucino położona w drugiej połowie XVI wieku w powiecie raciąskim województwa płockiego. W 1785 roku wchodziła w skład klucza raciąskiego biskupstwa płockiego. W latach 1975–1998 miejscowość należała administracyjnie do województwa ciechanowskiego.
Wierni Kościoła rzymskokatolickiego należą do parafii św. Małgorzaty w Gralewie.